# Osservatorio astrofisico speciale dell'Accademia russa delle scienze
L'osservatorio astrofisico speciale dell'Accademia russa delle scienze (in russo: Специальная астрофизическая обсерватория РАН, trasl. Special′naja astrofizičeskaja observatorija RAN, dove РАН è l'acronimo di Российская академия наук, trasl. Rossijskaja akademija nauk) è un complesso di osservatori astronomici russi nelle vicinanze della città di Zelenčukskaja. È composto da due siti distanti tra loro circa 20 chilometri: il sito più a valle, alle coordinate 43°49′34.2″N 41°35′12.06″E a 970 m s.l.m., ospita il radiotelescopio RATAN-600, quello a monte, alle coordinate 43°38′48.57″N 41°26′25.61″E a 2070 m s.l.m., ospita il telescopio riflettore BTA-6.
Il suo codice MPC è "115 Zelenchukskaya".
Il Minor Planet Center gli accredita la scoperta di sei asteroidi effettuate nel 2008.
| 212924 Yurishevchuk | 6 gennaio 2008   |
| 212929 Satovski     | 15 gennaio 2008  |
| 325369 Shishilov    | 29 agosto 2008   |
| 360072 Alcimedon    | 2 settembre 2008 |
| 361764 Antonbuslov  | 6 gennaio 2008   |
| 381458 Moiseenko    | 2 settembre 2008 |

## Storia e strumentazione
L'osservatorio venne fondato nel 1966. I due attuali strumenti principali furono avviati rispettivamente nel 1974, il RATAN-600, e nel 1975, il BTA-6.
Il RATAN-600 è un radiotelescopio composto da 895 riflettori disposti su un cerchio di 576m di diametro che possono puntare sul ricettore conico centrale o su altri 5 ricettori cilindrici; a tutt'oggi è il radiotelescopio di massimo diametro. Può operare sulle frequenze comprese tra 610MHz e 30GHz con una risoluzione angolare di 2 arcosecondi.
Il BTA-6 è un telescopio riflettore dotato di uno specchio primario di 6m. Dalla sua nascita, e fino al 1993 quando venne superato dal telescopi Keck I, detenne il record per dimensioni dello specchio. Il primo specchio si danneggiò e dovette essere sostituito nel 1978. Le turbolenze atmosferiche indotte dai vicini monti Urali limitano le potenzialità osservative dello strumento che rimane comunque capace di cogliere oggetti di magnitudine apparente pari a 26.
Nel sito del BTA-6 sono presenti altri telescopi riflettori di dimensioni inferiori.